# Decidim
Decidim es descriu com una "xarxa tecnopolítica per a la democràcia participativa". Combina un paquet de programari lliure i de codi obert (FOSS) amb un projecte polític participatiu i una comunitat organitzadora, "Metadecidim". Els participants de Decidim descriuen els components de programari, polític i organitzatiu com a nivells "tècnic", "polític" i "tecnopolític", respectivament. Els objectius de Decidim es poden entendre com una promoció del dret a la ciutat, tal com el va proposar Henri Lefebvre. A partir del 2023, les instàncies de Decidim s’utilitzaven activament per a la presa de decisions participativa en governs municipals i regionals, així com per associacions ciutadanes a Espanya, Suïssa i altres llocs. Els estudis sobre l’ús de Decidim van trobar que en alguns casos era efectiu, mentre que en un cas implementat de manera top-down a Lucerna, va reforçar la bretxa digital.

## Creació
Un servidor anomenat "Decidim" va ser creat pel moviment 15M contra l'austeritat a l'Estat Espanyol el 2016, funcionant amb un fork del programari "Consul",[] quan un partit polític derivat del moviment de protesta va obtenir poder polític.[] A principis de 2017, el servidor es va canviar per un projecte de programari nou, també inspirat en aquests ideals, anomenat Decidim. Aquest nou projecte va ser reescrit completament per ser més modular i facilitar el desenvolupament per part d’una comunitat àmplia.. 

## Projecte Tecnopolìtic
La comunitat Metadecidim es va crear per debatre i analitzar l'experiència i el desenvolupament de Decidim entre desenvolupadors, activistes, consultories de programari, investigadors i tècnics de governs municipals. Aquesta comunitat respon a l'esperit del programari Decidim, que és lliure i de codi obert (FOSS). Metadecidim es considera un component intermedi entre el nivell polític de Decidim, implementat en servidors com Barcelona Decidim, i el nivell tècnic, que inclou l'allotjament del codi font i les estructures de notificació d'errors. Al juny de 2023, Metadecidim comptava amb aproximadament 5.000 participants registrats.
La comunitat de Decidim compta amb un text anomenat Contracte Social de Decidim (DSC) que defineix sis directrius. El DSC estableix les llicències de programari lliure que es poden utilitzar per al programari Decidim; determina requisits de transparència, traçabilitat i integritat del contingut allotjat per Decidim; fixa com a objectiu l'accés igualitari per a tots els usuaris i paràmetres de qualitat democràtica per mesurar els avenços cap a la igualtat; garanteix la privacitat de les dades, i exigeix la cooperació interinstitucional entre les institucions que implementen instàncies del programari per fomentar-ne el desenvolupament. La llicència de programari lliure utilitzada és la GNU Affero General Public License (AGPL) versió 3 per al codi; la llicència CC BY-SA per al contingut, i les "dades" es publiquen sota la llicència Open Database License.
Filosòficament, els objectius de Decidim es poden entendre com una promoció del dret a la ciutat, tal com el va proposar Henri Lefebvre. Metadecidim es defineix com una iniciativa "tecnopolítica", ja que considera que les decisions de disseny i elecció del programari tenen implicacions polítiques significatives, en contrast amb la visió que el programari és "neutre en valors i objectiu". Metadecidim concep Decidim com una "infraestructura recursivament democràtica", en el sentit que el programari, la política i la infraestructura de servidors són "tant utilitzats com democratitzats per la seva comunitat, la comunitat Metadecidim".
Els promotors de Decidim consideren fonamental la combinació de participació en línia i fora de línia: "Des de la seva concepció fins avui, una característica distintiva de Decidim respecte a altres programaris de democràcia participativa... ha estat la connexió directa entre els processos digitals i les trobades públiques, i viceversa".
Organitzativament, la comunitat va establir formalment l'Associació Decidim el 2019, i l'Ajuntament de Barcelona va transferir el control de la marca i la base de codi de Decidim a aquesta associació. Això va permetre combinar fons públics amb el control ciutadà en la presa de decisions.

## Utilització de Decidim
Aquesta plataforma s’utilitza a més de 30 països i per més de 500 organitzacions a tot el món.

Decidim Barcelona
Un servidor de Decidim va ser gestionat per l'Ajuntament de Barcelona durant una prova pilot de dos mesos abans del 2017, en la qual 40.000 ciutadans van debatre tant les seves pròpies propostes com les presentades pel consistori. El programari Decidim permetia fils de discussions, etiquetant si el comentari inicial d'una proposta era negatiu, neutral o positiu, i notificacions als participants.
La prova pilot de dos mesos va incloure participació tant en línia com presencial. Segons Decidim, aproximadament el 40% dels 39.000 participants individuals van participar presencialment, mentre que un 85% de les organitzacions ho van fer en persona. Es van presentar unes 11.000 propostes al servidor de Decidim, de les quals es van acceptar unes 8.000. L'execució de les propostes va ser monitoritzada durant els quatre anys següents, utilitzant aproximadament el 90% del pressupost de l'Ajuntament de Barcelona per al període 2016-2019.: 24–25 

Zuric i Lucerna
A Suïssa, el desenvolupament urbà té requisits legals de participació ciutadana. L'ús de Decidim a Zuric i Lucerna el 2021 i 2022 va ser estudiat per Suter i col·laboradors, basant-se en evidència documental, entrevistes amb 15 persones a Zuric i 17 a Lucerna (incloent empleats municipals i representants d'associacions veïnals), així com "observacions participatives" (esdeveniments informals observats pels investigadors). La recerca va trobar que l'efectivitat de Decidim variava significativament segons el cas, i es va argumentar que el "potencial complet" de Decidim encara no s'havia assolit a Suïssa.[]
A Wipkingen, un barri de Zuric, dues associacions ciutadanes locals van utilitzar un servidor amb Decidim per gestionar un pressupost participatiu de 40.000 CHF. El projecte, anomenat "Quartieridee", va rebre 99 propostes i va concedir finançament a vuit d'elles. Els investigadors van trobar que la implementació depenia en gran part de recursos financers significatius i del treball voluntari dels ciutadans, i que va tenir dificultats per la manca de procediments legals municipals per aplicar els projectes triats pels ciutadans.
L'any següent, el projecte es va ampliar a escala municipal amb el nom de "Stadtidee" i un pressupost participatiu de 540.000 CHF. Entre els projectes aprovats, hi va haver un enfrontament entre l'associació ciutadana "Linkes Seeufer für Alle" i l'empresa Kibag AG per un terreny propietat de Kibag al costat del llac de Zuric. Un dels efectes de la xarxa generada per Decidim va ser que els ciutadans van ocupar legalment el terreny durant diversos dies.
El 2021, l'àrea de LuzernNord a Lucerna era una zona amb molts migrants i persones amb ingressos baixos, en risc de gentrificació. L'ús de Decidim per part de l'administració local, amb un enfocament de dalt a baix en què es convidava les associacions ciutadanes a participar, va ser percebut pels investigadors com una eina que reforçava la bretxa digital en comptes de reduir-la. L'ús exclusiu de l'alemany i la manca de confiança en la capacitat de participar eficaçment van ser obstacles específics que van dificultar l'efectivitat del projecte.

Altres municipis
Basant-se en nou entrevistes en profunditat amb funcionaris responsables de Decidim en alguns dels primers municipis que el van adoptar (realitzades el 2018), entrevistes en línia el març de 2019 amb funcionaris de 34 municipis usuaris de Decidim i dades dels servidors de Decidim, Rosa Borge i col·laboradors van estudiar-ne l'efectivitat en termes de transparència, participació en la presa de decisions i deliberació ciutadana. La investigació va concloure que els funcionaris veien Decidim principalment com una eina per promoure la transparència i recopilar propostes ciutadanes, però amb un paper més modest en la transferència de la presa de decisions als ciutadans i un impacte menor en la promoció del debat en línia.
Per a diversos municipis, Decidim va representar la seva primera experiència amb pressupostos participatius
L'estudi de Borge et al. també va trobar que, en alguns casos, el procés participatiu de presentació de propostes i presa de decisions per part dels ciutadans va ser obstaculitzat per associacions de la societat civil local. Això es devia al fet que la participació directa dels ciutadans era percebuda com una competència al paper d'aquestes associacions. Per abordar-ho, diversos governs municipals van treballar conjuntament amb associacions locals per adaptar Decidim, afegint funcionalitats com la ponderació diferent de les propostes fetes per individus i les fetes per associacions.
L'ús de Decidim i els processos participatius van dependre, en alguns casos, dels resultats electorals: per exemple, van ser interromputs a Badalona després que Dolors Sabater perdés l'alcaldia el juny de 2018.

## Reconeixement
A 2023, Decidim va ser reconegut com un Bé Digital Públic (DPG) que s'alinea amb els Objectius de Desenvolupament Sostenible (ODS) de les Nacions Unides promovent una governança transparent, inclusiva i participativa.